# Robbert Adrianus Veen
Robbert Veen (Amsterdam, 1956) is een Nederlands theoloog in de traditie van de doopsgezinden/mennonieten. Daarnaast is hij werkzaam geweest als docent in zowel de filosofie als de Semitische talen. Sinds mei 2011 is hij werkzaam als predikant in de protestantse gemeente Ter Apel. Tussen april 2016 en september 2018 was hij werkzaam in de hervormde gemeente IJmuiden-West.

## Biografie
Veen studeerde theologie en filosofie en promoveerde in 2001 aan de Universiteit van Amsterdam op het proefschrift Obedience to the Law of Christ: An Inquiry Into the Function of the Mosaic Law in Christian Ethics, from a Mennonite Perspective. Zijn theologie is sterk beïnvloed door Karl Barth, John Howard Yoder en Menno Simons. Ook is hij aanhanger van de zogenaamde Amsterdamse School (Frans Breukelman, Karel Deurloo). In zijn boek Zwaard en Kruis (2008) stelt hij dat de christelijke gemeente door een maatschappelijke alternatief te bieden in navolging van Jezus Christus een kritiek op de staat hoort te zijn.
Veen is vanaf 1996 predikant geweest bij de doopsgezinden en hij is tevens vanaf 2000 werkzaam geweest bij het Doopsgezind Seminarium als universitair docent "Christelijke Geloofs- en Zedenleer vanuit Dopers Perspectief." Tegen het einde van het collegejaar 2007-2008 heeft hij zijn dienstverband beëindigd vanwege de keuze van het Seminarium voor een vrijzinnige koers. In mei 2011 deed Robbert Veen intrede als predikant van de protestantse gemeente in Ter Apel. In april 2016 vertrok hij naar IJmuiden, waar hij werkzaam was tot september 2018. 
Sinds augustus 2020 is hij verbonden als predikant aan de protestantse gemeente De Hoeksteen in Knokke-Heist.
- Nederlandse Thesaurus van Auteursnamen: 075202840
- Virtual International Authority File: 284435458
- WorldCat: E39PBJfx7P4wxjCwbR4CjxCYT3